# State Department Panel of Consultants on Disarmament
O State Department Panel of Consultants on Disarmament (tradução: Painel de Consultores sobre Desarmamento do Departamento de Estado), às vezes referido como Painel Oppenheimer, foi um grupo criado pelo Departamento de Estado dos Estados Unidos que existiu de abril de 1952 a janeiro de 1953, durante o último ano da administração Truman. Era composto por figuras proeminentes da ciência, direito, educação e governo, e presidido pelo físico J. Robert Oppenheimer. Seu objetivo era fazer recomendações sobre a política de desarmamento dos Estados Unidos no contexto da Guerra Fria.
A recomendação inicial do painel representou uma última tentativa de evitar o desenvolvimento das armas termonucleares, ao instar o governo dos Estados Unidos a não realizar um primeiro teste da bomba de hidrogênio. Essa recomendação não foi seguida, e o teste ocorreu como planejado no outono de 1952. O painel posteriormente fez uma série de recomendações sobre a política dos Estados Unidos em relação às armas nucleares e às relações com a União Soviética. Uma recomendação que defendia que o governo dos Estados Unidos fosse mais transparente com o povo americano e evitasse o sigilo sobre as realidades do equilíbrio nuclear e os perigos da guerra nuclear atraiu o interesse da nova administração Eisenhower e levou às iniciativas Operação Candor e Atoms for Peace durante 1953.